# Nationaal park Tsimanampesotse
Het Nationaal park Tsimanampesotse, ook wel geschreven als Tsimanampetsotsa, is een nationaal park in het zuidwesten van het eiland Madagaskar in de regio Atsimo-Andrefana, dat beheerd wordt door Madagascar National Parks. Het park bestaat vooral uit drasland en doornig struikgewas.

## Geschiedenis
In 1927 werd Tsimanampetsotsa tijdens de Franse overheersing opgericht als een natuurreservaat, een zogenaamd Réserve Naturelle Intégrale, met een oppervlakte van 175 km². Net als de andere reservaten in die tijd viel het direct onder het toezicht van het Muséum national d'histoire naturelle. Dit museum heeft onderzoek verricht in het park, waardoor men voor het eerst inzicht kreeg in de unieke natuur van het gebied. In 1966 werd het reservaat uitgebreid naar 430 km² en in 2001 kreeg Tsimanampetsotsa de status van nationaal park. Daarnaast staat het gebied sinds 1998 op de Ramsarlijst van beschermde draslanden.

## Geografie
Tsimanampetsotsa ligt in het zuidwesten van Madagaskar dicht bij de Straat Mozambique zo'n 90 km zuidelijk van Toliara, de grootste stad van de regio. In het westen van het park bevindt zich het Tsimanampetsotsameer, een zoutmeer waarvan de naam in het Malagassisch meer zonder dolfijnen betekent. Het nationaal park is naar dit meer genoemd. Oostelijk van het Tsimanampetsotsameer begint het plateau van Mahafaly; dit kalksteenplateau behoort tot de droogste gebieden van het eiland en is bedekt met het typische doornig struikgewas. Aan de voet van het plateau van Mahafaly zijn karstverschijnselen als grotten en zinkgaten te vinden. Westelijk van het meer liggen duinen.

## Natuur
De flora en fauna van het gebied worden gekenmerkt door soorten die zich aan het droge klimaat hebben aangepast. Uit fossiele vondsten is echter gebleken dat het gebied bewoond is geweest door soorten die in een vochtigere omgeving leefden.

### Flora
Het park behoort tot de ecoregio van het doornig struikgewas van Madagaskar en het plateau van Mahafaly kent net als de zuidpunt van het eiland dwergplantengroei. In de ecoregio zelf is al een groot deel (95%) van de planten endemisch, maar ook het kalksteenplateau bij Tsimanampetsotsa herbergt plantensoorten die nergens anders voorkomen. Kenmerkende soorten zijn bijvoorbeeld Euphorbia stenoclada en Moringa drouhardii.

### Fauna
De fauna is net als de flora uniek, maar door het gebrek aan zoetwaterbronnen zijn er relatief weinig soorten. Zo leven er in het park minder dan 20 soorten zoogdieren, 39 reptielen, 2 amfibieën en ruim 70 vogels. Enkele endemische dieren zijn de grandidiermangoest (Galidictis grandidieri) en de vissensoort Typhleotris madagascariensis. Het Tsimanampetsotsameer is te zout voor vissen; voor flamingo's en andere watervogels is er echter wel voedsel te vinden en het gebied is dan ook een belangrijk drasland. In sommige grotten bevinden zich zoetwaterpoelen waar onder andere Typhleotris madagascariensis leeft.

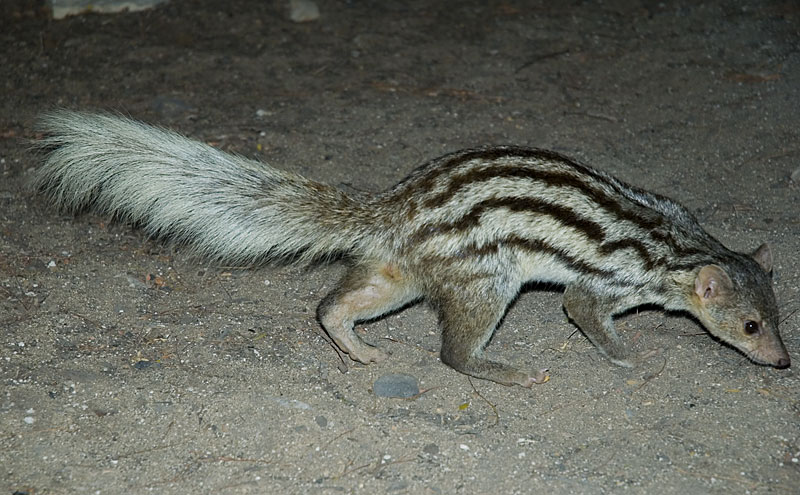
Grandidiermangoest (Galidictis grandidieri)
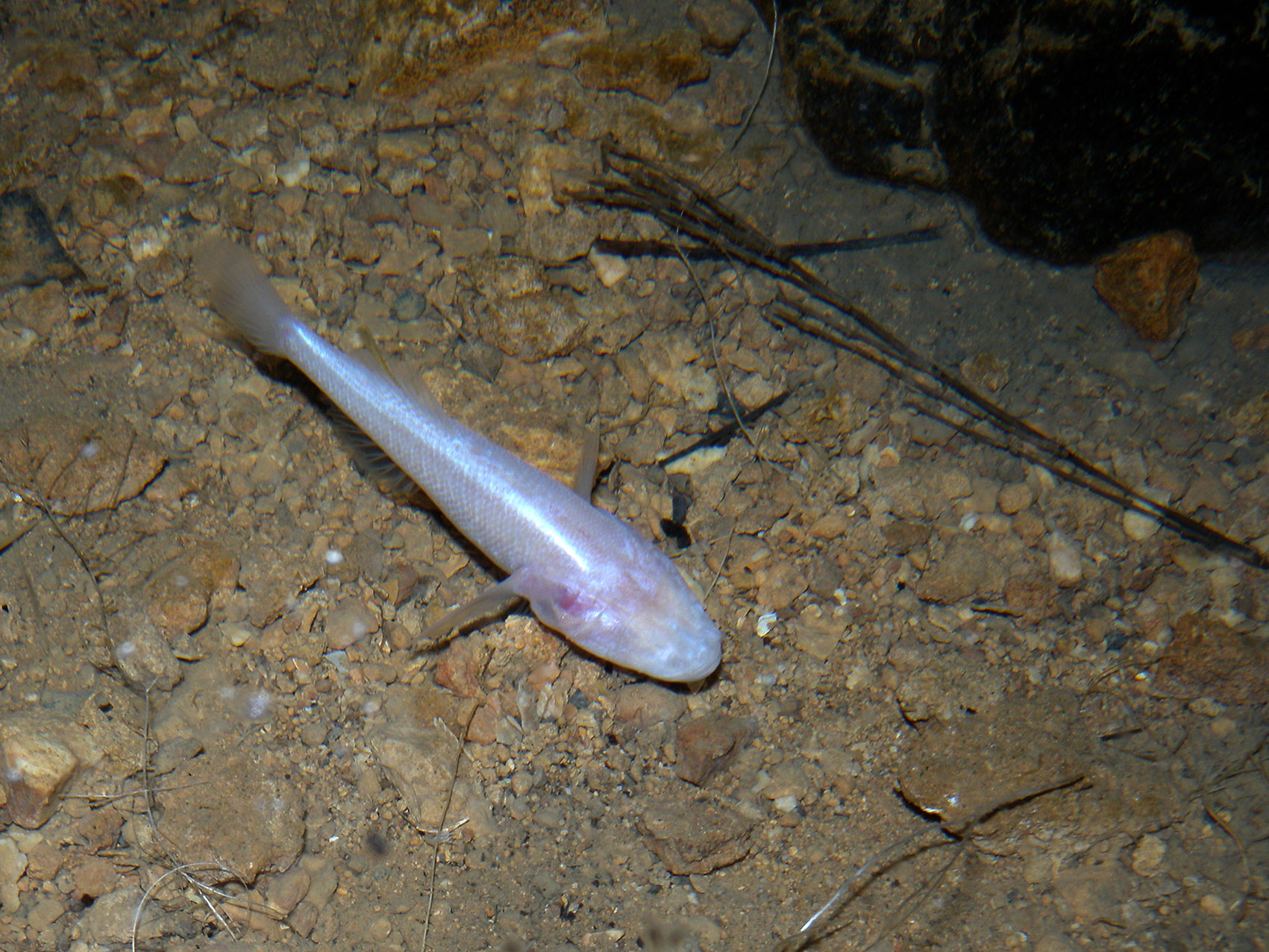
Typhleotris madagascariensis
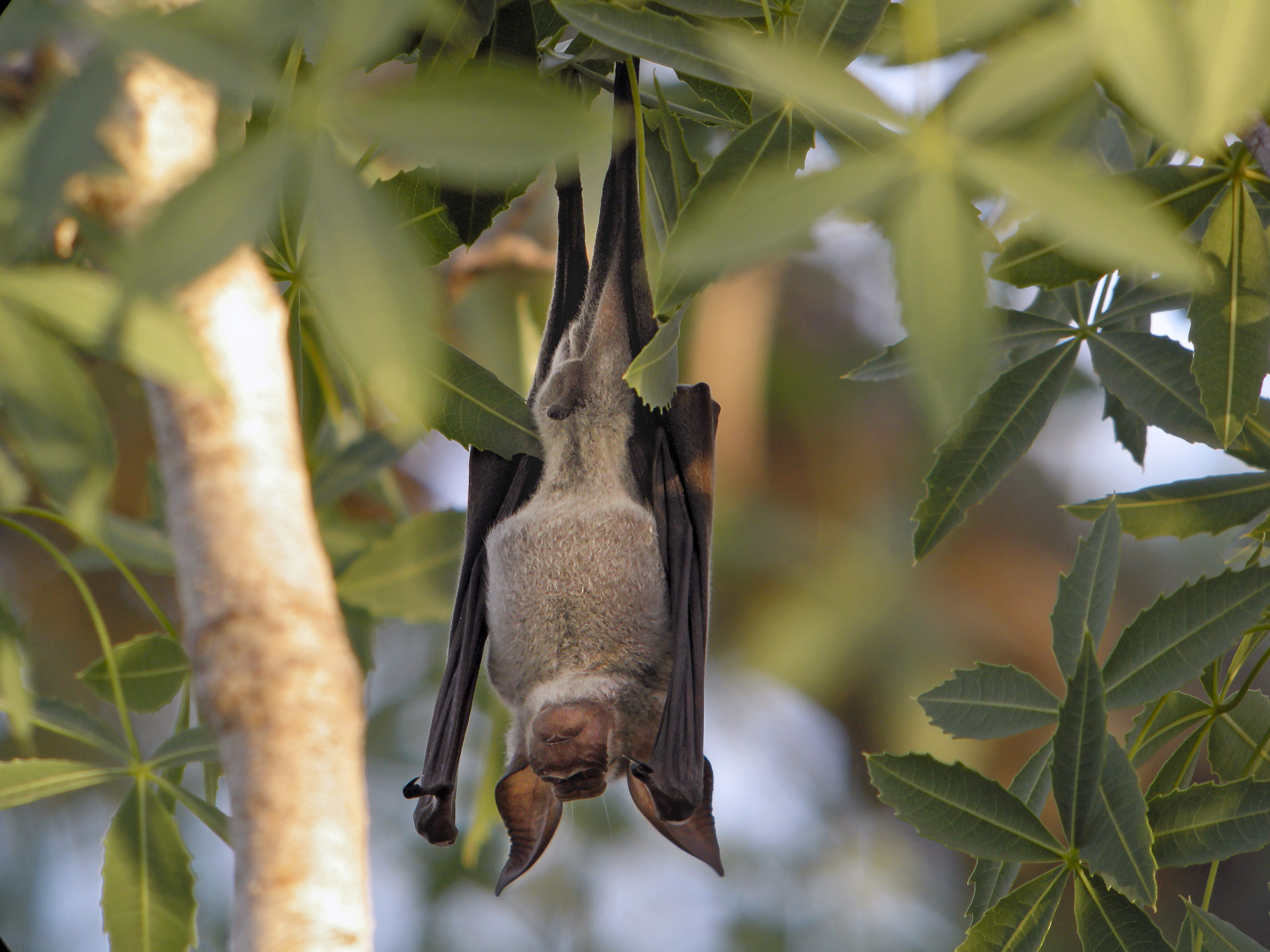
Reuzenrondbladneus (Hipposideros commersoni)

Anja Community Reserve ·
Berenty-reservaat ·
Renialareservaat ·
Kirindy Forest ·
Zoölogisch park van Ivoloina